# Carl Lent
Carl Julius Heinrich Lent, Schreibweise auch Karl Lent (* 6. Dezember 1867 in Dortmund; † 25. September 1894 in Deutsch-Ostafrika, heute im Distrikt Rombo, Tansania), war ein deutscher Geologe und Naturwissenschaftler sowie zur deutschen Kolonialzeit Leiter der Wissenschaftlichen Kilimandscharo-Station Marangu, wo er topographische Aufnahmen des Kilimandscharogebiets, meteorologische Beobachtungen und wirtschaftliche Untersuchungen anstellte.

## Lebensweg
Lent wurde in Dortmund geboren. Er besuchte das Gymnasium in Soest und zeigte bereits früh Interesse an Kolonialpolitik und an Ostafrika. Schon als Primaner veröffentlichte er entsprechende Artikel in der Soester Zeitung. Auf Wunsch des Vaters und um sich in den Kolonien betätigen zu können, studierte er ab 1886 zunächst Medizin, später aber dann Naturwissenschaften in Greifswald. 1888 legte er an der Universität Freiburg das Physikum ab, studierte anschließend 1889 und 1890 in Wien und war wiederum in Freiburg von Dezember 1890 bis Mai 1892 als Assistent am geologischen Institut der dortigen Universität tätig. Im Sommer 1891 begleitete Lent den österreichischen Geologen Eduard Suess und dessen Sohn Franz Eduard auf eine Forschungsreise durch die Tauern. Seinen Wehrdienst absolvierte er im Feldartillerie-Regiment No. 22, wo er sich auch zum Reserveoffizier ausbilden ließ. 1892 erfolgte seine Promotion zum Dr. phil. mit der Dissertation „Der westliche Schwarzwaldrand zwischen Staufen und Badenweiler“, die im gleichen Jahr in den Mittheilungen der Großherzoglich Badischen Geologischen Landesanstalt, Band II veröffentlicht wurde. In der Folge reiste er im Auftrag der Deutschen Kolonialgesellschaft in die deutsche Kolonie Ostafrika. Im April 1893 gründete er dort gemeinsam mit dem deutschen Botaniker Georg Volkens (1855–1917) im Auftrag der Gesellschaft die „Wissenschaftliche Kilimandscharo-Station Marangu“. Ende Juli 1994 erreichte auch der deutsche Zoologe Kretschmer die Station.
Lent, Kretschmer und weitere Begleiter brachen in der zweiten Septemberhälfte 1894 zu einer Expedition nach Usseri, heute im Distrikt Rombo, auf. Die Gruppe hatte keine militärische Eskorte. Der Weg dorthin führte in das erst kurz zuvor durch ein Expeditionskorps unter Führung von Oberst Friedrich von Schele im August 1893 unterworfene Rombo-Gebiet, nahe des Kilimandscharo. Dort wurde die Gruppe am 25. September 1894 von einer Gruppe bewaffneter Warombo überfallen und 15 von ihnen, darunter Lent und Kretschmer, erschlagen.

## Namensgebung und Gedenken

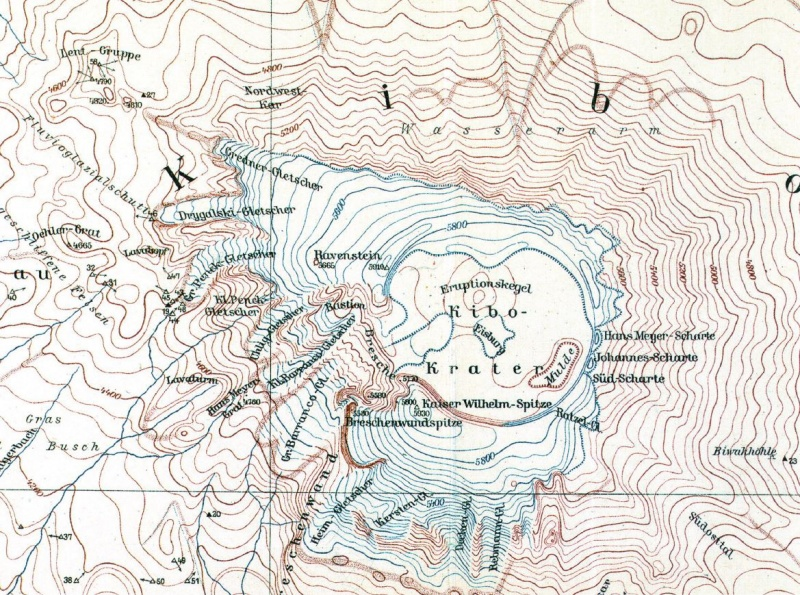
Karte der Kilimandscharo Kraterregion von Fritz Kluthe – die Lent Gruppe im Nordwesten der Karte (1920)

Der deutsche Geograph Fritz Klute benannte nach Lent die Lent-Gruppe (englisch: Lent-Group oder Lent-Hills) markante Erhebungen mit Einzelspitzen in einem Grat an der Nord-West-Flanke des Kilimandscharo, die mit einer Höhe von 4790 m bis 4820 m angegeben werden. Die Bezeichnung Lent-Gruppe ist auf der 1920 von Klute herausgebrachten Kilimanjaro-Karte eingetragen. Weiterhin benannte Klute auch das Lent-Tal (englisch: Lent-Valley), ein südlich der Lent-Gruppe, parallel zu diesem Grat in Richtung des Shira-Plateaus verlaufendes Tal, nach Lent. Diese Bezeichnung ist in der Shira Plateau Karte von Georg Salt von 1948, die auf der Karte von Klute basiert, verzeichnet.
Auf Betreiben von Eduard Suess ist am Geologischen Museum Wien ist eine Gedenktafel zum Tod Lents angebracht worden.

## Werke
- Der westliche Schwarzwaldrand zwischen Staufen und Badenweiler. (Dissertationsschrift). Carl Winter’s Universitätsbuchhandlung, Heidelberg 1892.[9] erschien zugleich in: Mittheilungen der Großherzoglich Badischen Geologischen Landesanstalt; II. Bd. (1893), S. [647]–733.
- mit Gustav Steinmann: Die Renggerithone im badischen Oberlande. In: Mitteilungen der Großherzoglich Badischen Geologischen Landesanstalt. II. Bd. XVI, Winter’s Universitäts-Buchhandlung. Heidelberg 1893. S. 615–639.[10]
- Tagebuch-Berichte der Kilimandjaro Station. Hefte 1 bis 7 (1893–1894), Herausgegeben von der Deutschen Kolonial-Gesellschaft. Heymann. Berlin 1894.[11]